# ديفيد دروري
ديفيد دروري (بالإنجليزية: David Drury)‏ هو عازف الأرغن أسترالي، ولد في 1961.

## وصلات خارجية
- ديفيد دروري على موقع ميوزك برينز (الإنجليزية)
- ديفيد دروري على موقع أول ميوزيك (الإنجليزية)
- ديفيد دروري على موقع ديسكوغز (الإنجليزية)